# Holywell
Holywell is een plaats in Wales, in het bestuurlijke graafschap Flintshire en in het ceremoniële behouden graafschap Clwyd. De plaats telt 2300 inwoners.
De naam betekent: heilige bron. Holywell is dan ook een belangrijke bedevaartsplaats. Hier is de heilige bron van St. Winifred die er in het jaar 660 stierf.

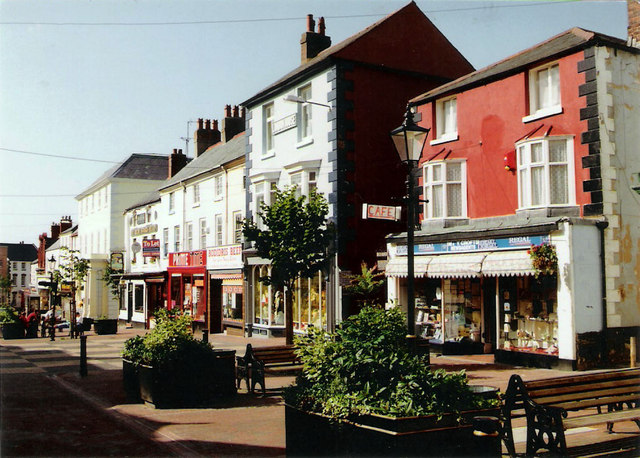
High Street, Holywell
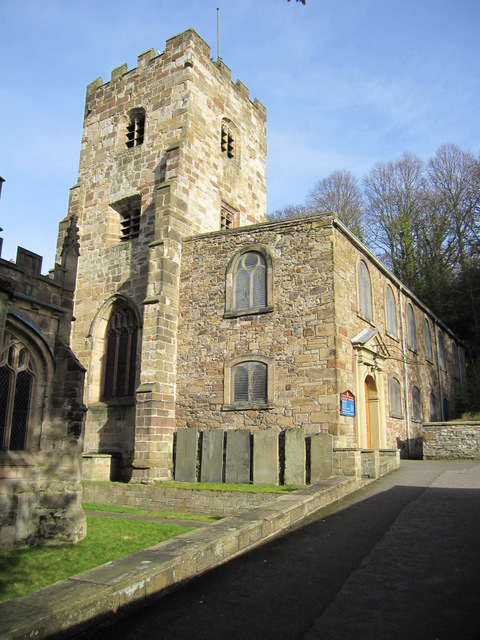
Kerk van St James in Holywell
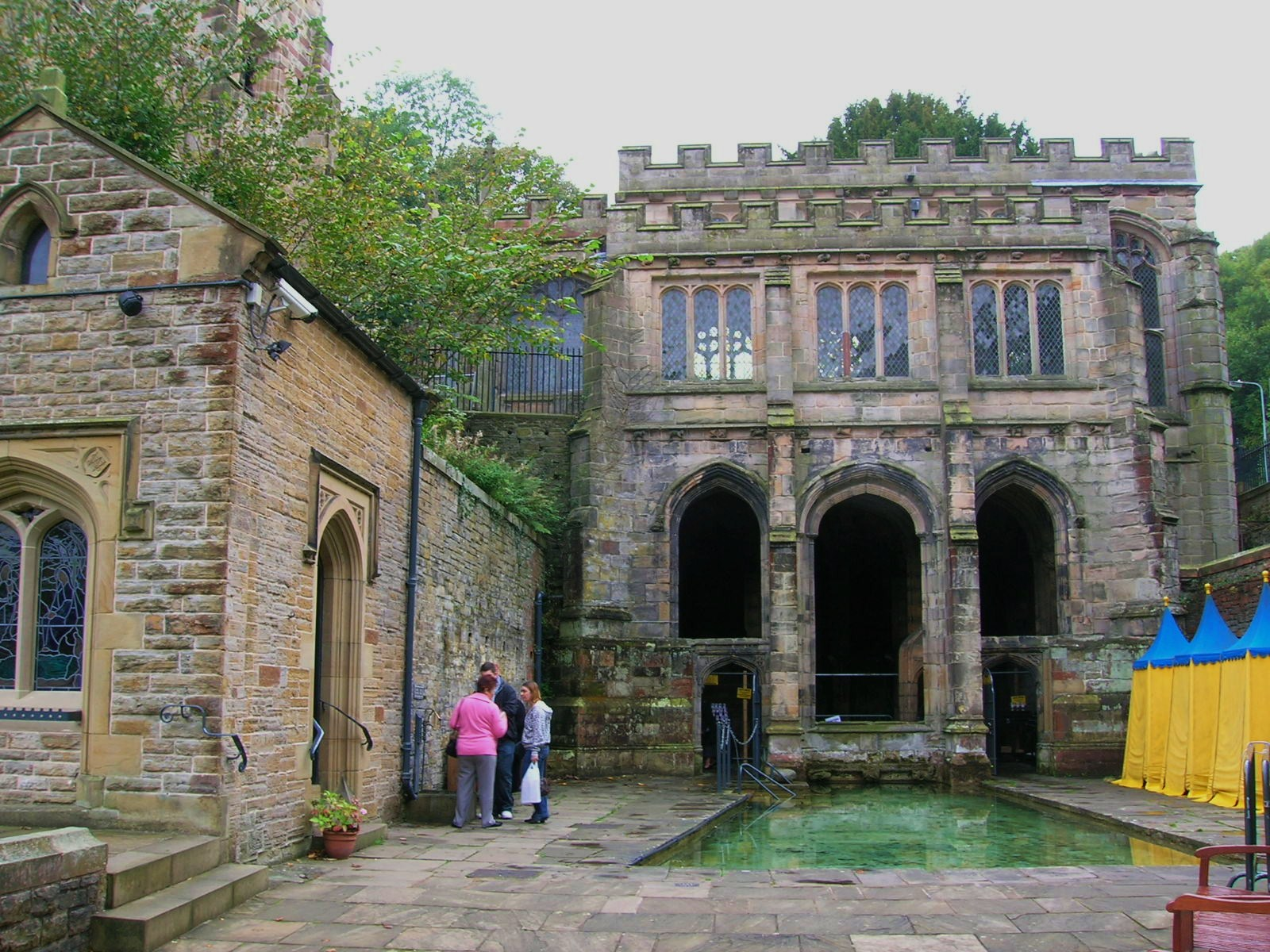
Bron van St Winefride

## Bezienswaardigheden
- Basingwerk Abbey
- St Winefride's Church

## Geboren
- Jonathan Pryce (1947), theater-, film- en televisieacteur